# Grand Hotel d'Angkor
Il Grand Hotel d'Angkor è uno storico albergo di lusso di Siem Reap, in Cambogia. Iniziato sul finire degli anni venti, entrò in attività nei primi anni trenta. Fa oggi parte del gruppo Raffles.
Prima della seconda guerra mondiale ospitò il turismo d'élite che si recava a visitare Angkor. Noti furono ad esempio i soggiorni di Charlie Chaplin e Paulette Goddard.
Ebbe un secondo periodo di splendore nel dopoguerra, nella prima fase del regno di Sihanouk. Ospitò tra gli altri Charles de Gaulle e Jacqueline Kennedy Onassis nella seconda metà degli anni sessanta.
Riaperto brevemente nel 1991, dopo i travagli delle guerre civili che comportarono l'evacuazione di Siem Reap, fu chiuso un paio di anni dopo. Con l'acquisizione da parte del gruppo Raffles ed un rifacimento completo è ridivenuto operativo come hotel a cinque stelle nel 1997.